# 孔雀石
孔雀石（英語：Malachite），又称石绿，是一種碱式碳酸盐矿物，化学式为Cu2(OH)2CO3。这种不透明的绿色带状矿物以单斜晶系结晶，最常见的是在裂缝和深层地下空间中形成葡萄状、纤维状或石笋状物质，地下水位和热液为化学沉淀提供了环境。单晶很少见，但呈细长至针状棱柱状。更多板状或块状蓝铜矿晶体后的假象晶形也会出现。

## 發現

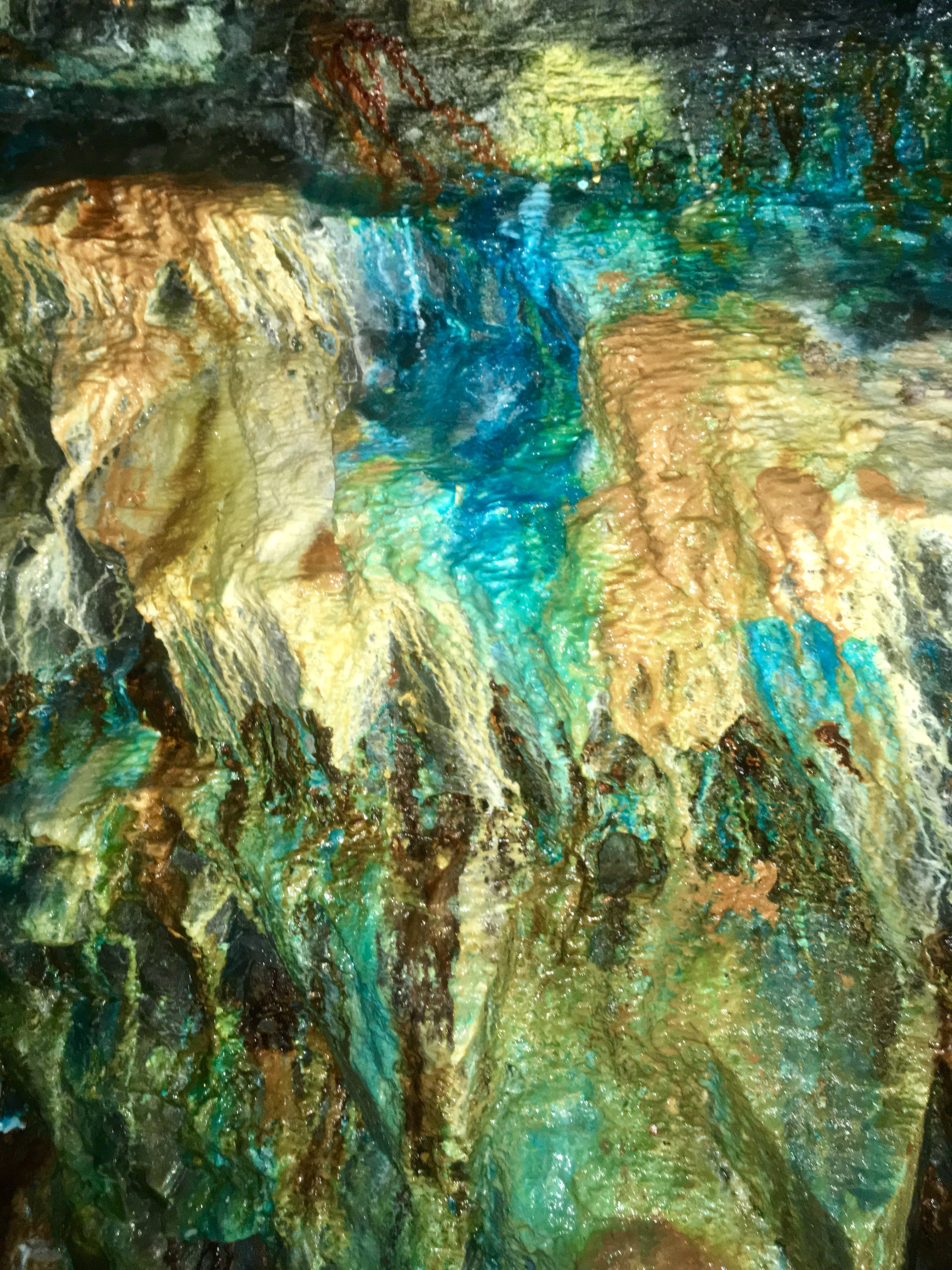
奥托昆普老矿墙上的孔雀石。

孔雀石通常来自是原生含铜矿物氧化后形成的表生矿物，通常与蓝铜矿、针铁矿和方解石一起发现。除了鲜艳的绿色外，孔雀石的性质与蓝铜矿相似，两种矿物的聚集体经常出现。孔雀石比蓝铜矿更常见，通常与石灰石周围的铜沉积物有关，石灰石是碳酸盐的来源。
俄罗斯乌拉尔地区开采了大量孔雀石。乌拉尔孔雀石目前不再开采，但 G.N Vertushkova 报告可能在乌拉尔发现新的孔雀石矿床。它遍布世界各地，包括刚果民主共和国、加蓬、赞比亚、楚梅布、纳米比亚、墨西哥、新南威尔士州布罗肯希尔、南澳大利亚布拉，法国里昂、提姆纳河谷、以色列和美国西南部，最著名的是亚利桑那州。

## 结构
孔雀石以单斜晶系结晶。该结构由交替的Cu2+离子和OH−离子链组成，带有净正电荷，编织在孤立的三角形CO32−离子之间。因此，每个铜离子与两个氢氧根离子和两个碳酸根离子共轭；每个氢氧根离子与两个铜离子共轭；每个碳酸根离子与六个铜离子共轭。

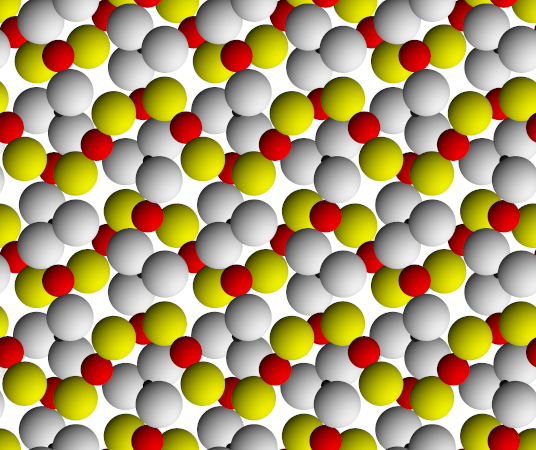
孔雀石晶体结构的c轴视图
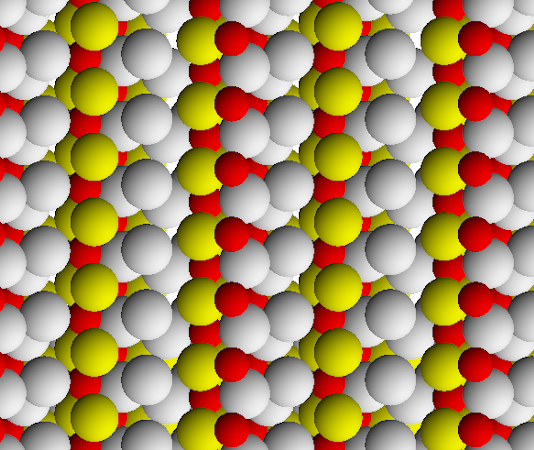
孔雀石晶体结构的a轴视图
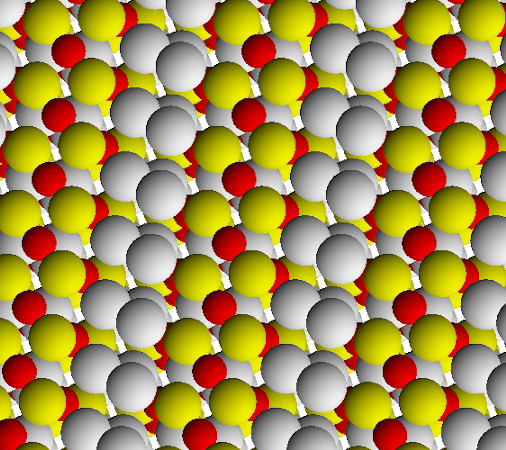
孔雀石晶体结构的b轴视图

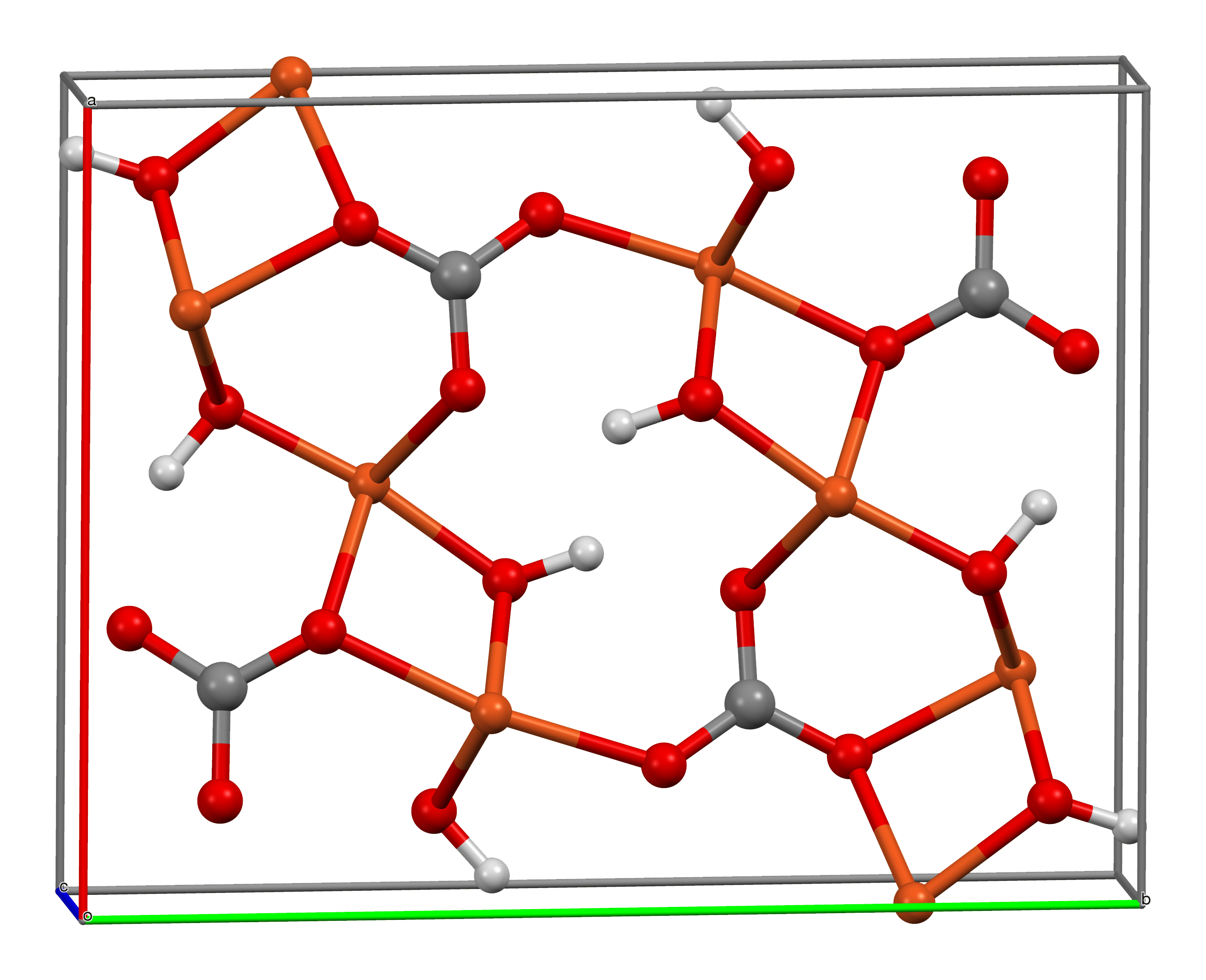
孔雀石的晶胞
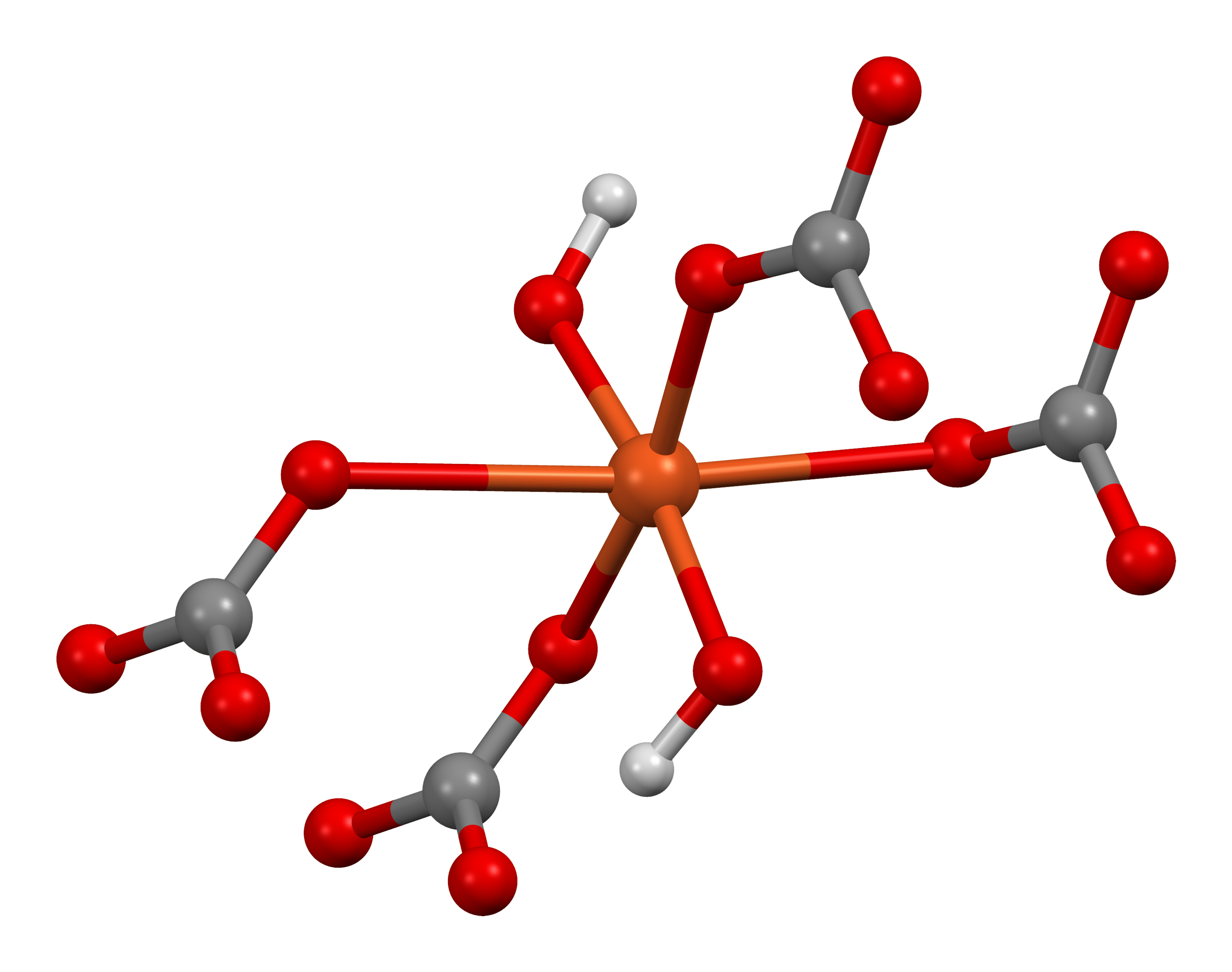
铜1的配位域
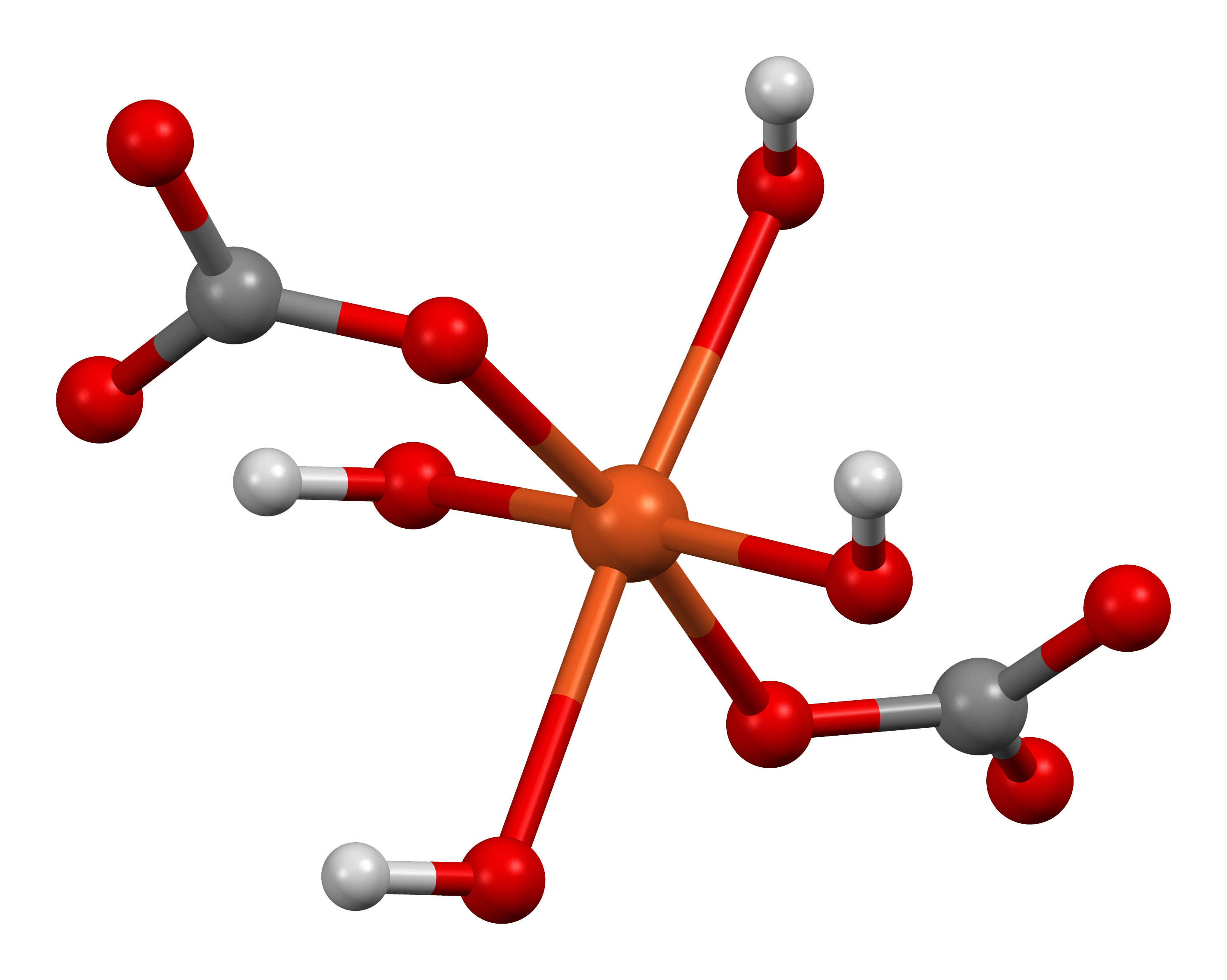
铜2的配位域
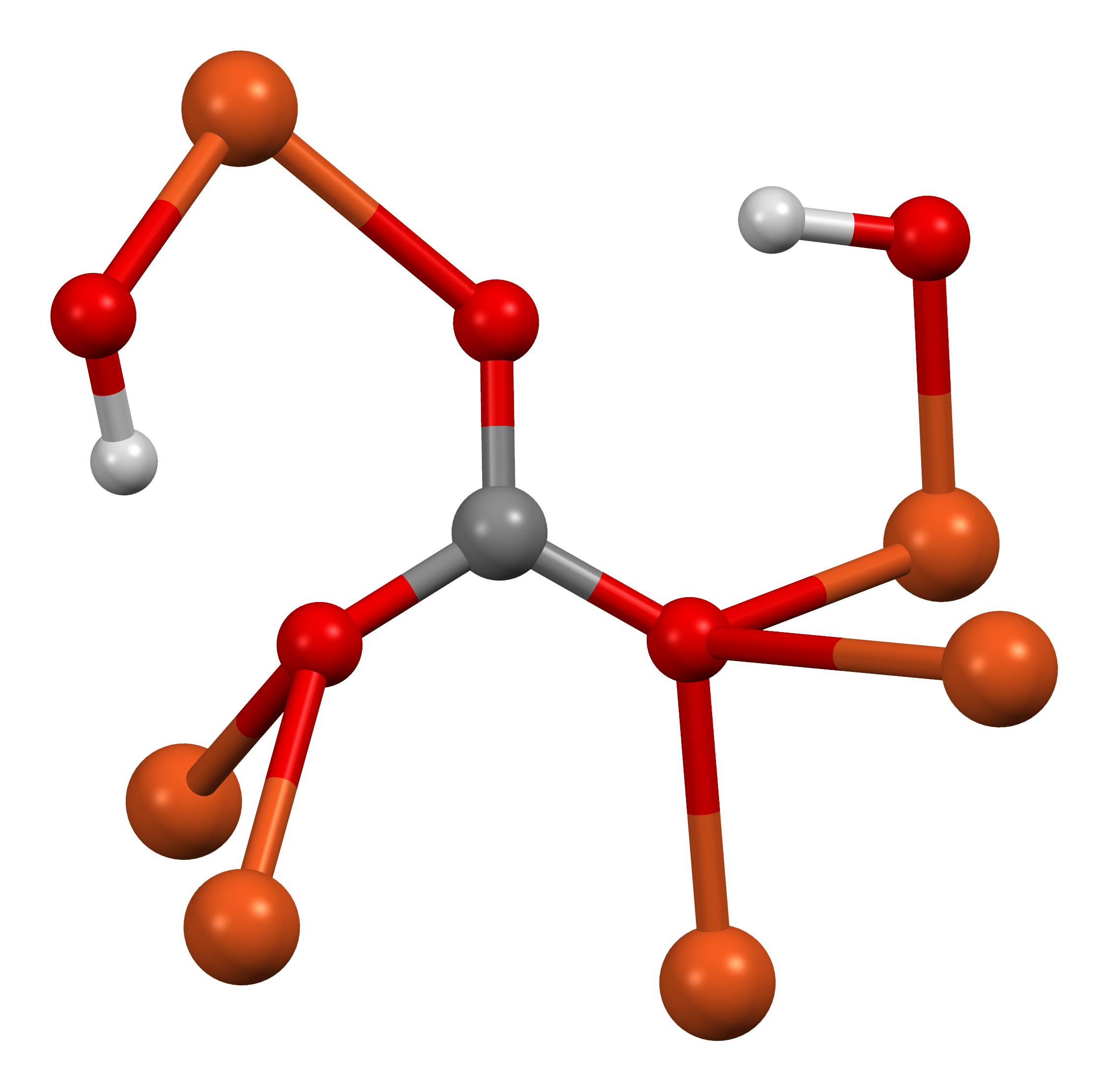
碳酸根的配位域
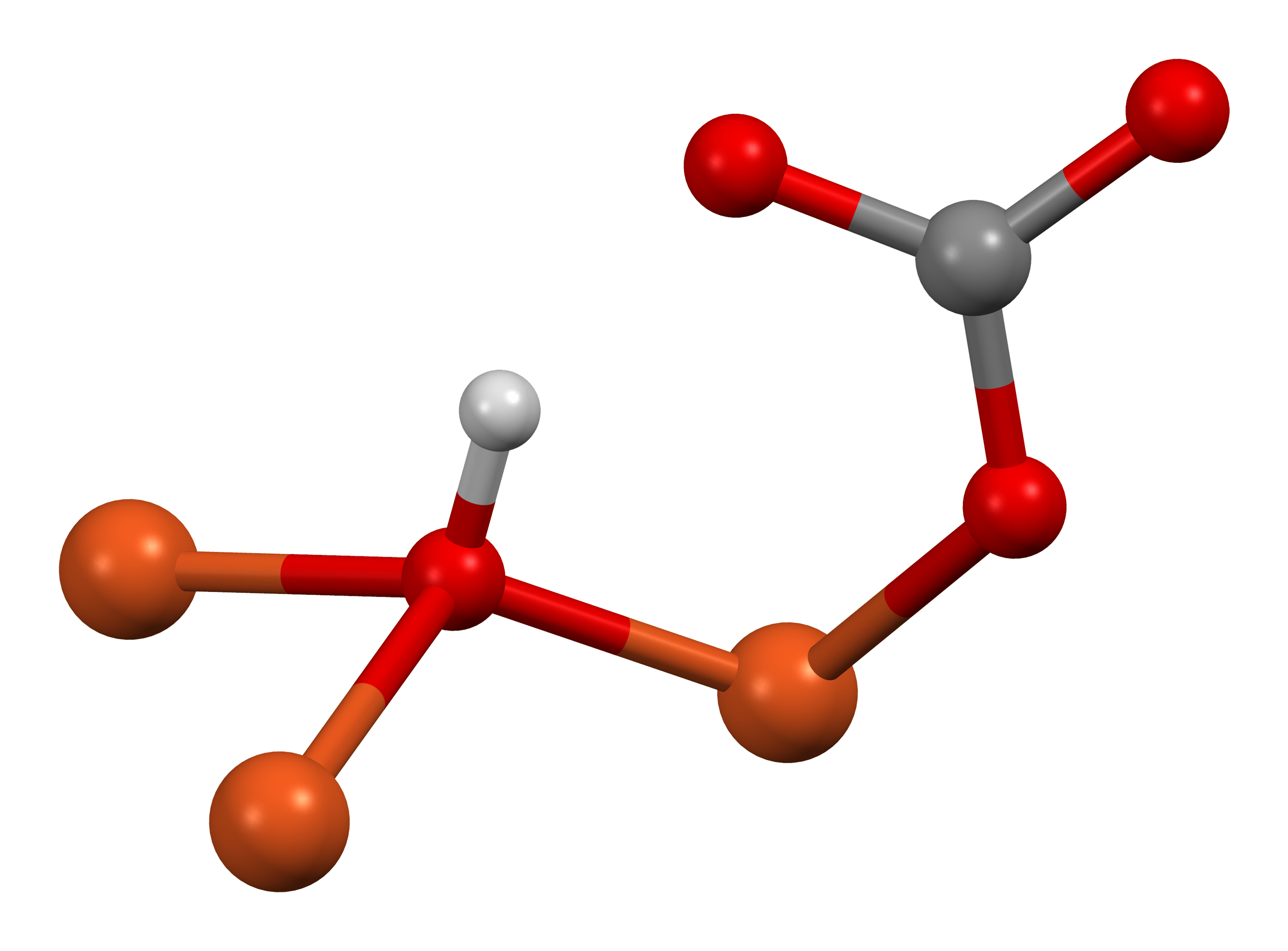
氢氧根1的配位域
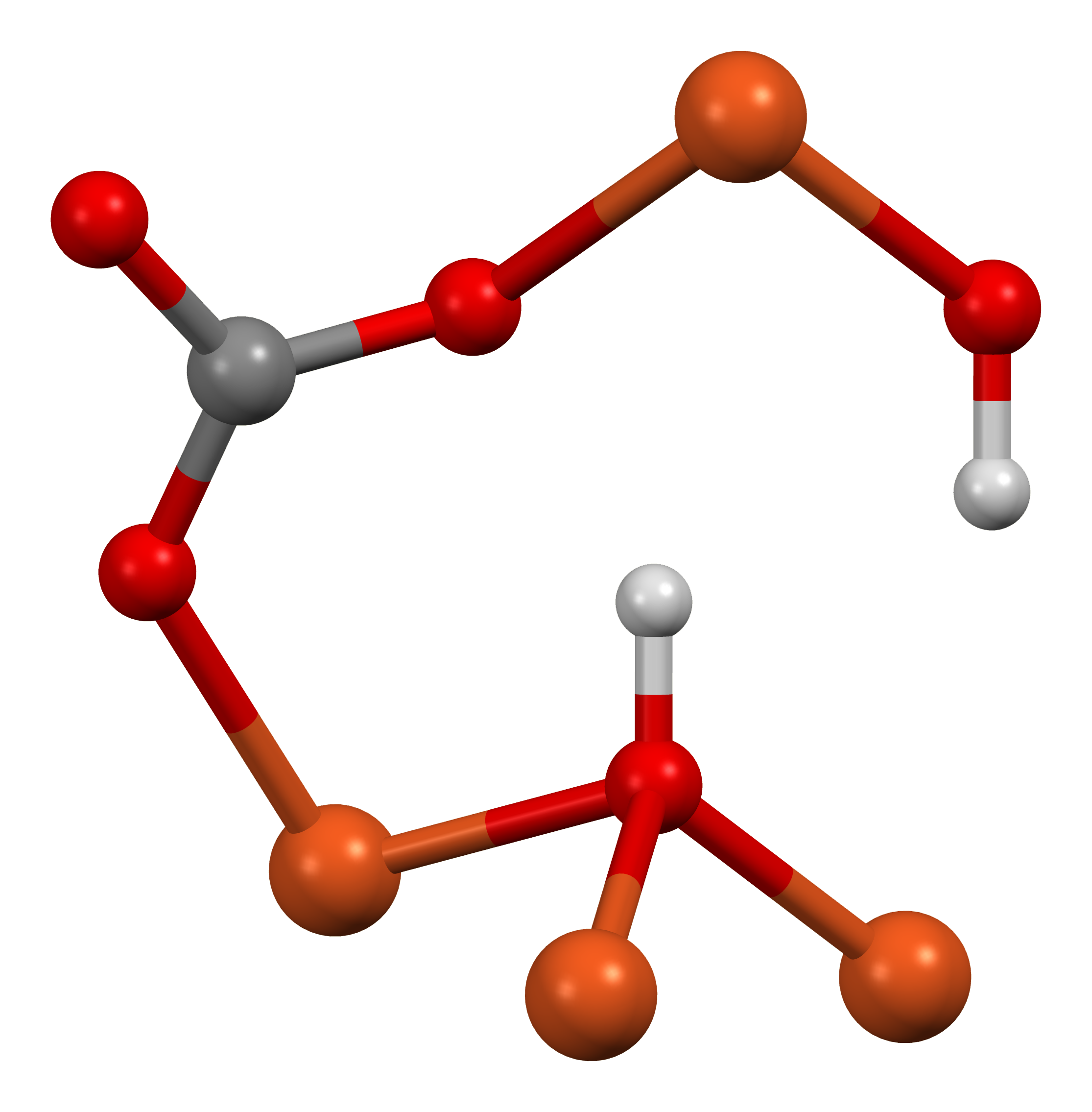
氢氧根2的配位域

## 用途

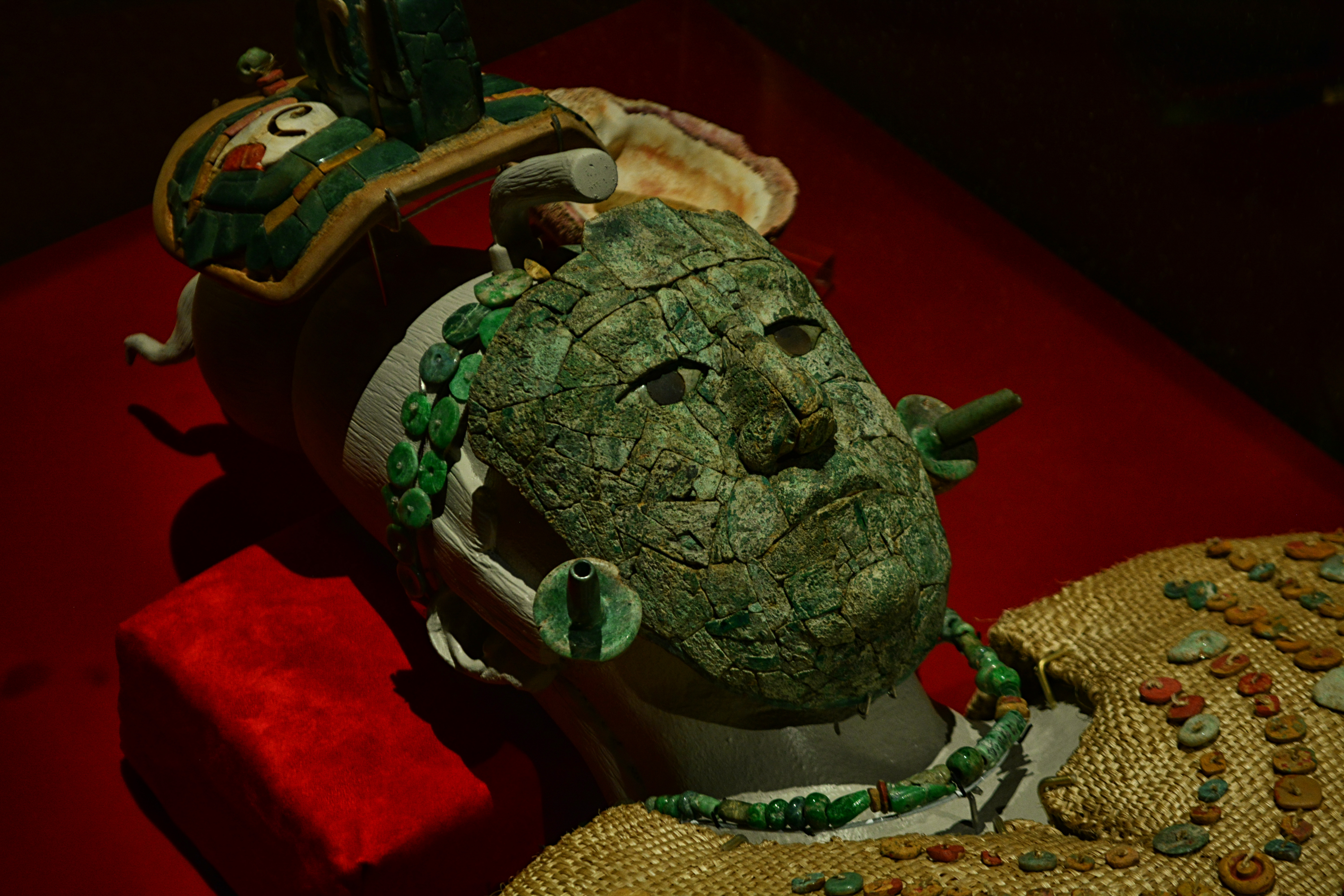
帕伦克红皇后墓的丧葬面具，由孔雀石马赛克制成。

孔雀石从古代一直被用作绿色颜料中的矿物颜料，直到约公元前1800年。该颜料具有适度的耐光性，对酸敏感，颜色不同。这种天然形式的绿色颜料已被其合成形式碱式碳酸铜以及其他合成绿色所取代。
孔雀石也用于装饰目的，例如冬宫博物馆的孔雀石厅，其中有一个巨大的孔雀石花瓶，以及墨西哥城查普尔特佩克城堡的孔雀石室。另一个例子是杰米多夫花瓶，它是前杰米多夫家族收藏的一部分，现在在大都会艺术博物馆。“The Tazza”，一个大型孔雀石花瓶，是北美最大的孔雀石之一，是沙皇尼古拉二世的礼物，是琳达霍尔图书馆房间中央的焦点。在沙皇尼古拉一世时代，孔雀石装饰件是最受欢迎的外交礼物之一。它早在东周时期就已在中国使用。

### 矿石用途
从孔雀石等铜矿石中提取同的简单方法涉及冶炼等热力学过程。反应涉及添加热量和碳，导致碳酸盐分解留下氧化铜，而额外的碳源（例如煤）将氧化铜转化为金属铜。
该反应的基本方程式是：
Cu2(OH)2CO3 → 2CuO + CO2 + H2O（颜色由绿色变为黑色）
2CuO + C → CO2 + 2Cu （颜色由黑色变为铜红色）
孔雀石是一种低品位的铜矿石，然而由于对金属的需求增加，正在使用更经济的加工方法，例如湿法冶金方法（使用硫酸等水溶液），因为孔雀石易溶于稀酸。硫酸是孔雀石等氧化铜矿石最常见的浸出剂，无需冶炼工艺。
用硫酸从孔雀石中浸出铜的化学方程式如下：
Cu
2(OH)
2CO
3 + 2H
2SO
4  → 2CuSO
4 + CO
2 + 3H
2O

## 圖集

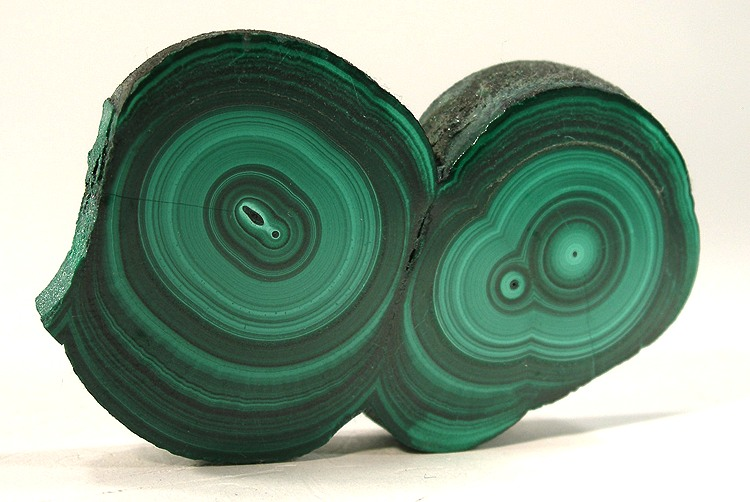
切开的孔雀石钟乳石, 来自刚果民主共和国科卢韦齐。尺寸：5.9 × 3.9 × 0.7cm。
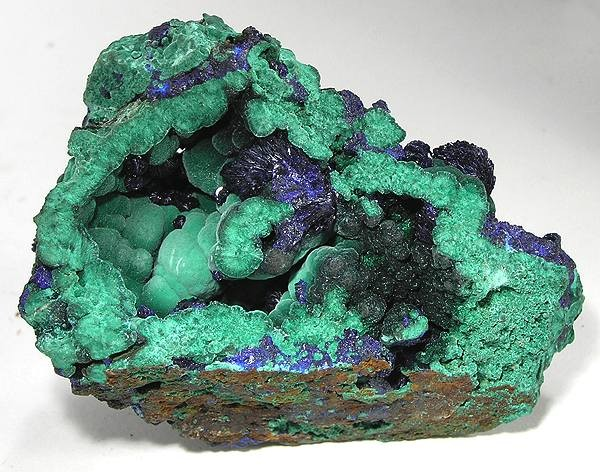
来自亚利桑那州科奇斯县骡山沃伦区比斯比的孔雀石和蓝铜矿
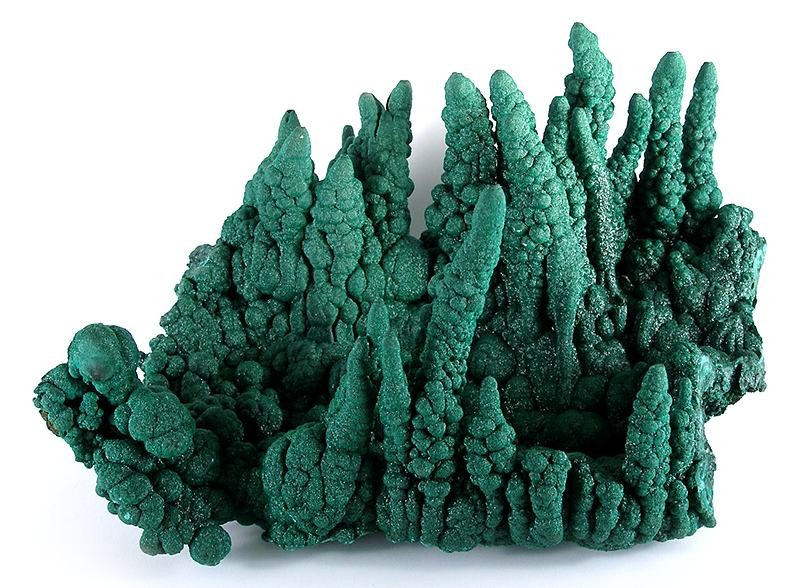
孔雀石钟乳石 (高达9cm)，来自刚果民主共和国加丹加省。尺寸：21.6×16.0×11.9cm。
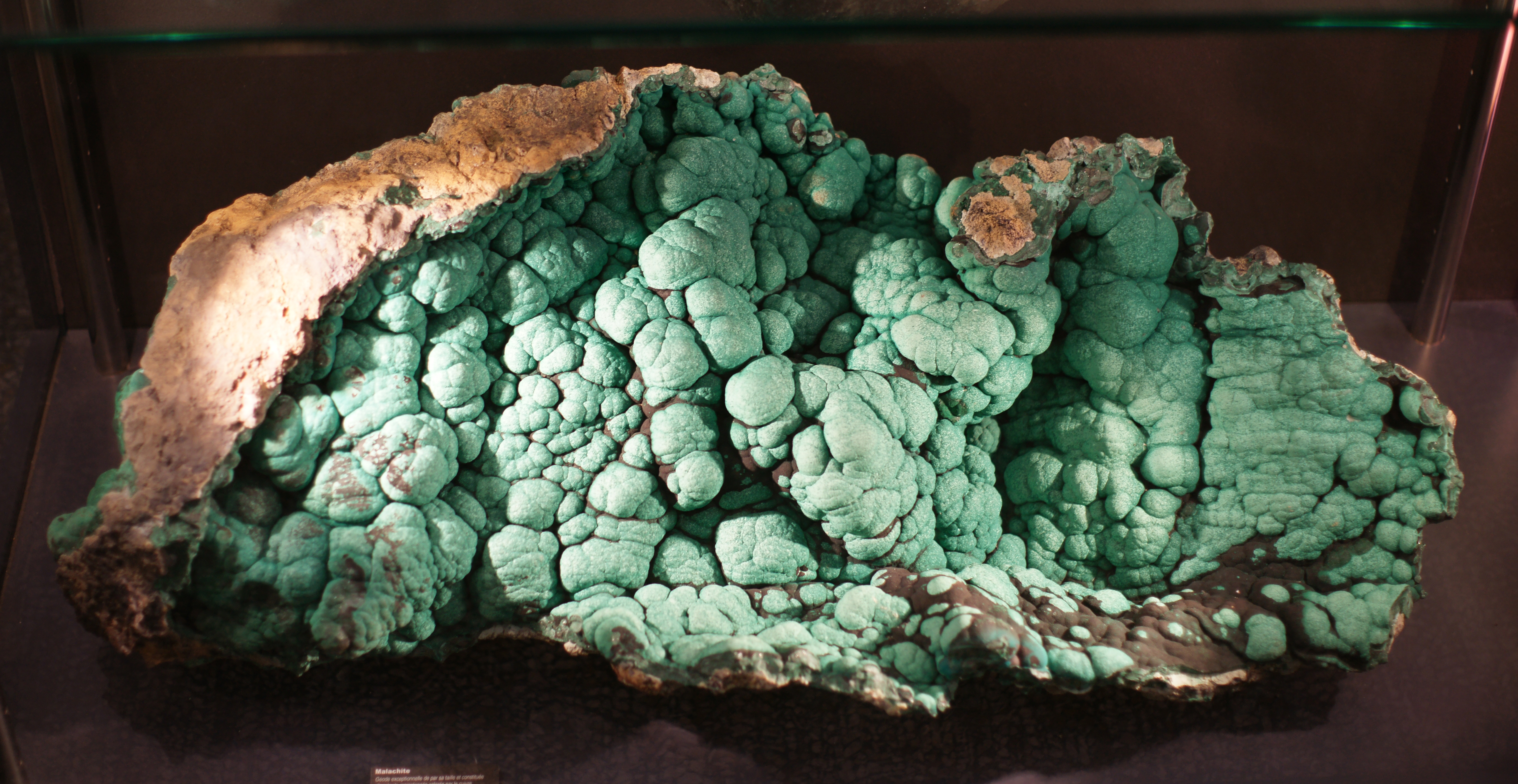
在刚果沙巴省卢本巴希的Kaluku Luku矿发现的孔雀石样品
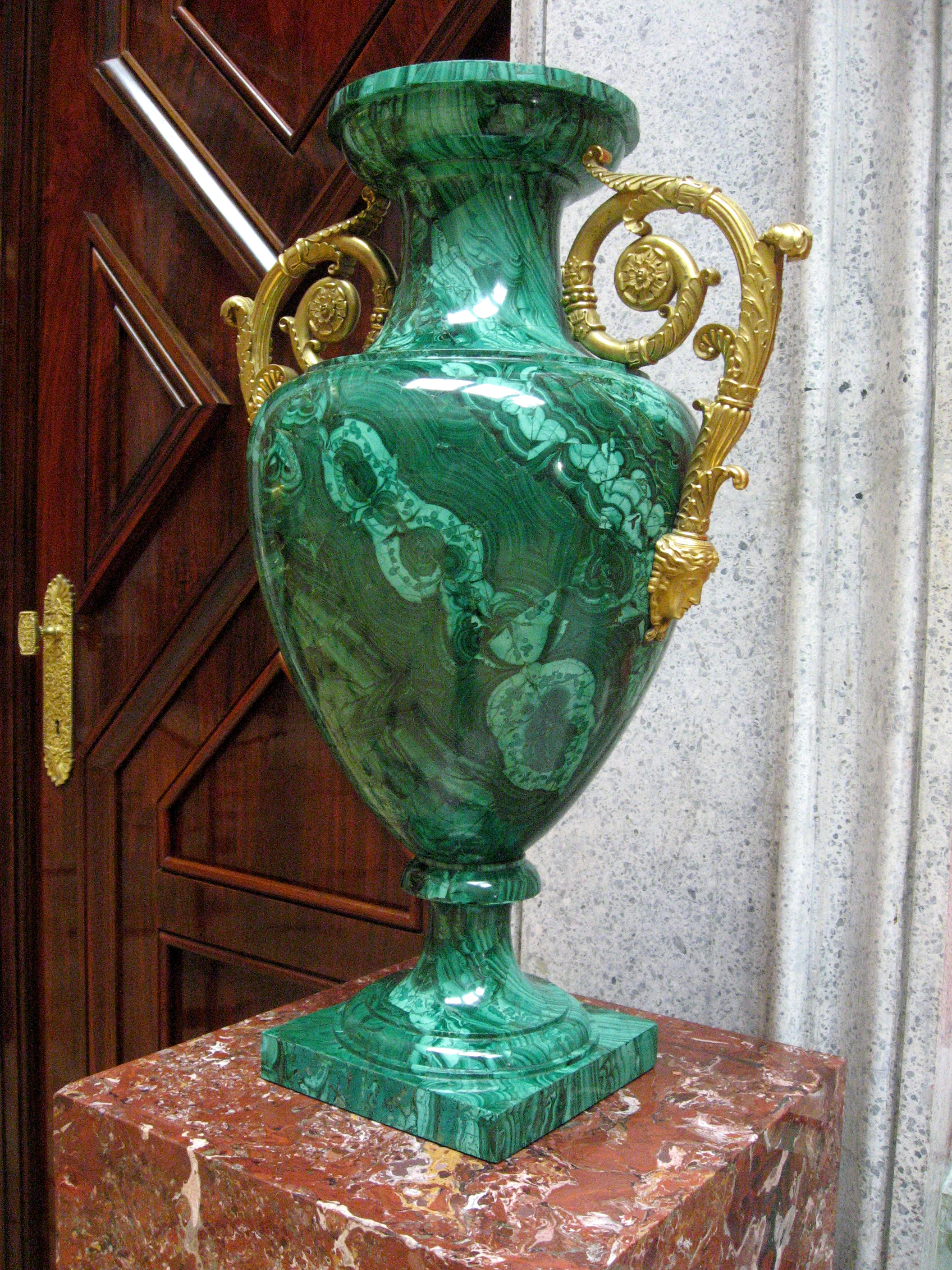
圣彼得堡冬宫博物馆的孔雀石花瓶
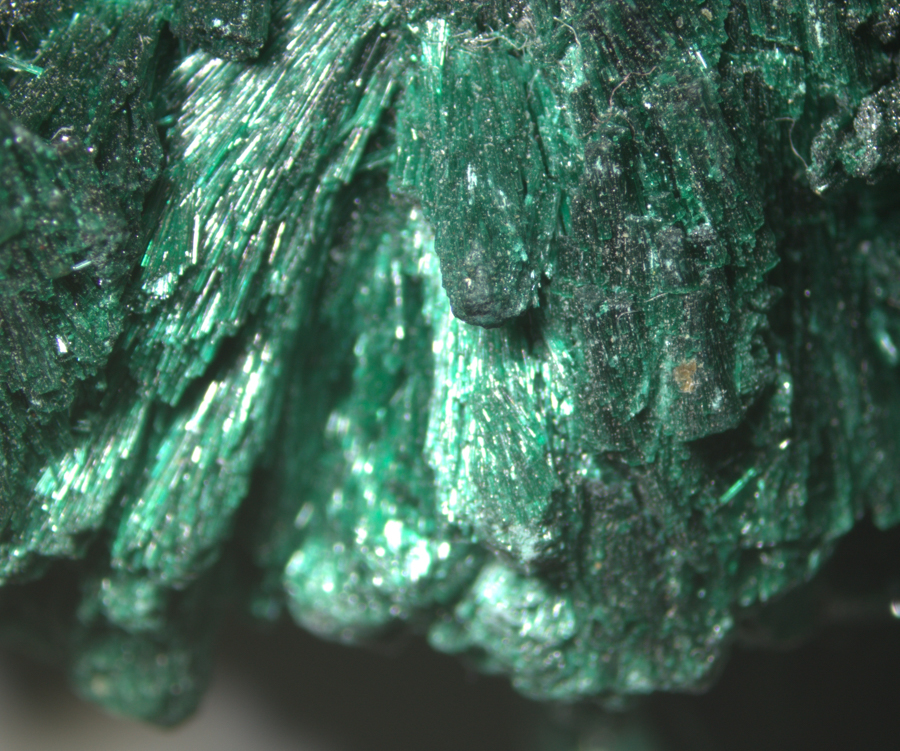
孔雀石，立体显微镜下拍摄的图像
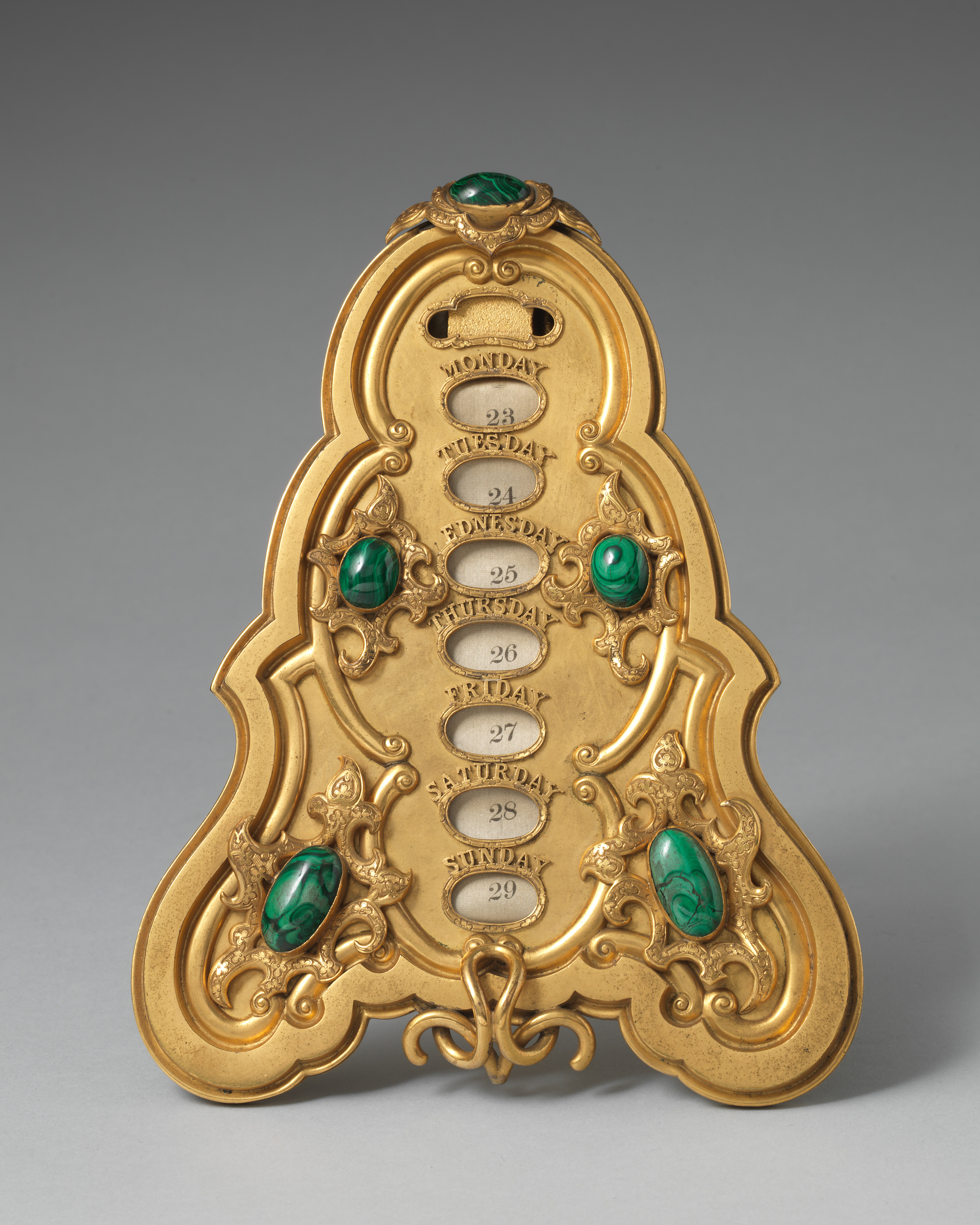
英历，1851年，青铜鎏金和孔雀石，高度：20.3 厘米，大都会艺术博物馆（纽约市）
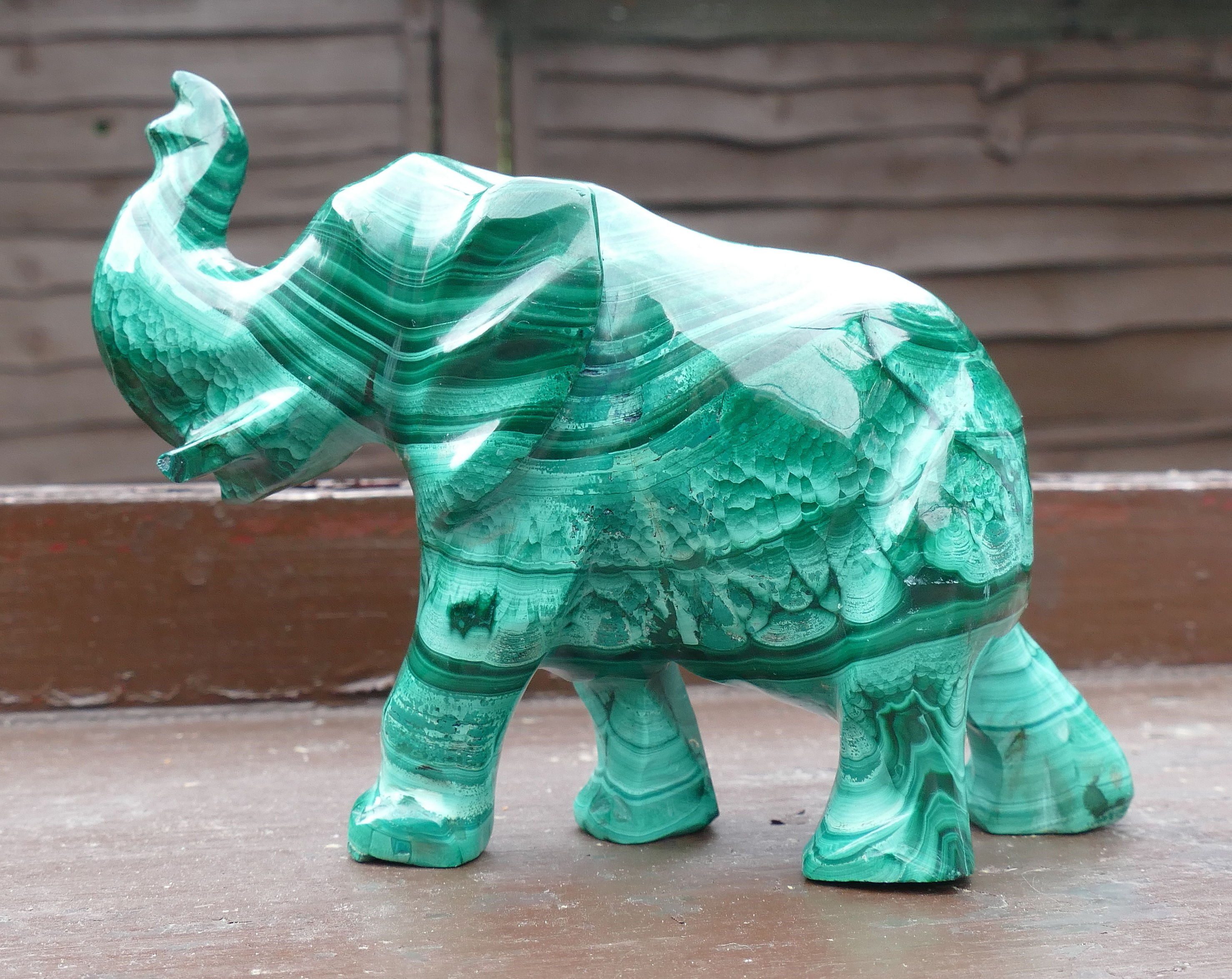
孔雀石雕刻的大象。长度11cm。